# Glauber o Filme, Labirinto do Brasil
Glauber o Filme, Labirinto do Brasil é um filme documentário brasileiro de 2003, dirigido por Sílvio Tendler.
Glauber o Filme redescobre o cinema e as ideias do cineasta brasileiro Glauber Rocha. O filme causou furor no Festival de Brasília, levando a uma maior procura dos filmes de Glauber.

O documentário aumentou o interesse na obra de Glauber Rocha.

## Sinopse
O filme é uma homenagem ao cineasta Glauber Rocha, partindo de seu funeral - gravado pelo próprio diretor, em filmagens que ficaram guardadas por vinte anos a pedido da mãe de Glauber, Lúcia Rocha - e seguindo para depoimento de amigos, colegas de trabalho e familiares sobre ele.

## Elenco
Participam do documentário, em filmagens e/ou depoimentos:
- Glauber Rocha
- João Ubaldo Ribeiro
- Zelia Gatai
- Jorge Amado
- Adriano Aprá
- Ana Maria Magalhães
- André Racz
- Antônio Pitanga
- Arnaldo Carrilho
- Arnaldo Jabor
- Cacá Diegues
- Conceição Senna
- Darcy Ribeiro
- Fabiano Canosa
- Fernando Lemos
- Fernando Birri
- Ferreira Gullar
- Gerald Thomas
- Gustavo Dahl
- Helena Ignês
- Hugo Carvana
- Jards Macalé
- João Carlos Teixeira Gomes
- Johny Howard
- Lino Miccichè
- Lucia Rocha
- Luiz Carlos Barreto
- Luis Carlos Maciel
- Luiz Carlos Saldanha
- Manduka
- Mário Carneiro
- Nelson Pereira dos Santos
- Neville d'Almeida
- Norma Bengell
- Oliveira Bastos
- Orlando Senna
- Othon Bastos
- Paloma Rocha
- Paul Leduc
- Paulo César Saraceni
- Paulo Gil Soares
- Paulo Autran
- Pedro Del Picchia
- Régis Debray
- Rogério Sganzerla
- Rubens Gerchman
- Sérgio Ricardo
- Silvye Pierre
- Thiago de Mello
- Welington Moreira Diniz
- Zelito Viana
- Zueni Ventura

## Crítica
Marcelo Hessel, do Omelete, é elogioso ao tom do filme, que beira a mitificação do cineasta, mesmo com controvérsias. Ao final da obra, ele comenta que o poder cativante da vida de Glauber torna todo o tendenciosismo aceitável, ignorando certas polêmicas em prol da emoção - o crítico sugere que Rocha que voa, documentário feito pelo filho de Glauber, Eryk Rocha, no ano anterior, seja mais adequado se o espectador procura uma visão mais realista.

## Prêmios
Seleção Oficial do Festival de Cannes (2004) - "Hor concours"
Festival de Cinema de Brasília (2003):
- Melhor filme pelo júri popular,
- Prêmio da crítica e dos pesquisadores.

Festival de Cinema e Vídeo de Cuiabá (2004): 
- Melhor produção;
- Melhor roteiro;

Exibição na Mostra do Cinema Brasileiro na América Latina, Festival de Trieste na Itália e Mostra do Amanhã em Roma e Padova, na Itália.